# Triglops nybelini
Triglops nybelini és una espècie de peix pertanyent a la família dels còtids.

## Descripció
- El mascle fa 20 cm de llargària màxima i la femella 17.[5][6]

## Alimentació
Menja crustacis.

## Hàbitat
És un peix marí, demersal i de clima polar (78°N-55°N, 70°W-8°W) que viu entre 71-1.270 m de fondària (normalment, entre 200 i 600).

## Distribució geogràfica
Es troba a l'Atlàntic nord: el Canadà, els Estats Units, Groenlàndia i Svalbard.

## Costums
És bentònic.

## Observacions
És inofensiu per als humans.